# Гази I Ґерай
Гази́ I Ґера́й (крим. I Ğazı Geray, ١ غازى كراى‎‎; 1504—1524) — кримський хан у 1523—1524 роках із династії Ґераїв, наступник Мехмеда I Ґерая, попередник Саадета I Ґерая. Син Мехмеда I Ґерая, онук Менґлі I Ґерая.
У 1523 супроводжував батька в похід на Хаджи-Тархан. Після загибелі Мехмеда I Ґерая кримське військо зазнало нищівної поразки. Гази Ґерай поспішно відступив до Криму і спробував організувати оборону проти хаджи-тарханських ногайців, війська яких вдерлися на півострів, заподіюючи руйнування.
Незабаром кримські беї обрали Гази I Ґерая ханом. Проте деякі кримські мурзи, які через власну неприязнь до Мехмеда I Ґерая не допомогли йому під час його розгрому, стали побоюватися, що Гази I Ґерай помститься їм за батька і послали до султана делегацію, просячи про призначення нового правителя. Султан виконав їхнє прохання, змістивши Гази I Ґерая і призначивши ханом свого друга Саадета I Ґерая.
Після воцаріння Саадета I Ґерая Гази I Ґерай отримав при ньому чин калги, проте через три місяці був убитий, імовірно, унаслідок інтриг тих же мурз, що вселили підозри новому ханові. Це стало першим у XVI ст. насильницьким зміщенням османським урядом кримського хана.